# 錦田鄉村俱樂部
錦田鄉村俱樂部（Kam Tin Country Club），位於元朗錦田水頭村684地段109，約佔地100萬平方呎，毗鄰有機士多啤梨自摘園。

## 設施
- 燒烤場
- 小食部
- 野餐區
- 攤位遊戲
- DIY手工藝坊(多種款式)
- 兒童彈床
- 碰碰車
- 搖控船
- 電動車
- 大草地
- 風箏區
- 小羊天地
- 兔子樂園
- 活潑小豬
- 盾臂龜池
- 錦鯉池
- 草地羽毛球場
- 草地排球場
- 草地足球場
- 有機農莊(友鄰)

## 外部連結
- 錦田鄉村俱樂部官方網址 （页面存档备份，存于）
- 跳彈床×踩單車×餵動物 童闖士多啤梨園 （页面存档备份，存于）